# Article 40 de la Constitution belge
L'article 40 de la Constitution de la Belgique fait partie du titre III « des pouvoirs ». 

## Texte de l'article actuel
« Le pouvoir judiciaire est exercé par les cours et tribunaux.

Les arrêts et jugements sont exécutés au nom du Roi.  »
— Article 40 de la Constitution